# Rolf Hüttel
Rolf A. Hüttel (* 25. Oktober 1934 in Stuttgart) ist ein Generalleutnant außer Dienst des Heeres der Bundeswehr.

## Leben
Rolf Hüttel trat nach dem Abitur und einem Werkstudium Anfang April 1957 in die Bundeswehr ein und wurde zum Offizier ausgebildet. Danach wurde er als Zugführer, S3, Kompaniechef und Hörsaalleiter eingesetzt bei den Panzergrenadieren verwendet. 
Von 1966 bis 1968 absolvierte Hüttel den 9. Generalstabslehrgang Heer an der Führungsakademie der Bundeswehr in Hamburg, wo er zum Offizier im Generalstabsdienst ausgebildet wurde. Danach war er G3 im Hauptquartier der Central Army Group in Heidelberg, Referent im Führungsstab der Streitkräfte (Fü S) III 1 im Bundesministerium der Verteidigung in Bonn und G3 der 12. Panzerdivision in Veitshöchheim. Von 1975 bis 1977 war er Militärischer Mitarbeiter bei der Stiftung Wissenschaft und Politik (SWP) in Ebenhausen. 1977 kam er als Dezernent für Militär-, Nuklear- und Rüstungskontrollpolitik in den Stab des Deutschen Militärischen Vertreters im Militärausschuss der NATO in Brüssel. Von 1979 bis 1982 war er Referatsleiter Fü S II 1 im Bundesministerium der Verteidigung in Bonn und danach stellvertretender Stabsabteilungsleiter Fü S III. 
Hüttel war von 1982 bis 1984 Kommandeur der Panzergrenadierbrigade 13 in Wetzlar. Ab 1984 war er Stabsabteilungsleiter III im Fü S und von 1988 bis 1989 wissenschaftlicher Mitarbeiter am Center for Strategic and International Studies in Washington, D.C. Von 1989 bis 1992 war er Deutscher Militärischer Vertreter beim NATO-Militärausschuss und 1992 wurde er Leiter des Planungsstabes des Bundesministers der Verteidigung (PlStab) Volker Rühe in Bonn. Mit Ablauf des August 1992 wurde er in den Ruhestand versetzt.
Hüttel ist verheiratet und hat ein Kind.

## Auszeichnungen
- 1979: Verdienstkreuz am Bande des Verdienstordens der Bundesrepublik Deutschland
- 1984: Ehrenkreuz der Bundeswehr in Gold
- 1986: Verdienstkreuz 1. Klasse des Verdienstordens der Bundesrepublik Deutschland
- 2009: Ordre national du Mérite (Commandeur)[2]
- 2010: Melvin Jones Fellow des Lions Clubs